# Belárie
Belárie je původně vila čp. 262 (dnes Pod Belárií 262/13) v Modřanech, postavená v roce 1917 pražským drogistou Vítkem. Později se název přenesl na celou kolonii domků ležící na severozápadním okraji Modřan u Modřanské ulice v dolní části svahu ostrohu s Tyršovou čtvrtí, nedaleko Vltavy. Spolu s celými Modřany byla připojena k Praze 1. ledna 1968 a je součástí městského obvodu Praha 4, nyní též městské části Praha 12. Je zahrnuta do základní sídelní jednotky Modřany-sever.

## Původ názvu
Název Belárie má kořeny v latině (nejspíše v „belle aeria”, což znamená „krásný, do vzduchu čnějící”, možný je však také původ od výrazu „belle aer”, „krásný vzduch”; málo pravděpodobná je odvozenina od „bellare”, „bojovat”). V severovýchodní Itálii vznikl kolem roku 1359 pod jménem Bellaria opevněný statek, kolem kterého později vzniklo město (dnes dvojměstí Bellaria-Igea Marina v provincii Rimini). Zvučný název se později rozšířil v různých variantách po celé Evropě a jsou jím nazývány především vyhlídky, vily s krásným výhledem a hotely.

## Historie Belárie
Na jihozápadních svazích nad Vltavou mezi starými Modřany a Hodkovičkami se pěstovalo již ve 12. století víno (první zmínky o tamějším viničním domě pocházejí z darovací listiny Soběslava II. z roku 1178). Poslední část modřanské vinice na jižním svahu zanikla vinou silných mrazů v roce 1929 a obnovena byla až v roce 1989.
Pozemky na severozápadním svahu téhož vrchu zakoupil v roce 1917 pražský drogista Vítek. Svou vilu čp. 262 nazval Bellárie a na okolních pozemcích si zařídil rozsáhlé zahradnictví. Po roce 1945 bylo Vítkovo zahradnictví znárodněno a pozemky zarostly křovím a plevelem. Na části z nich byla později zřízena zahrádkářská kolonie.
Kolem Vítkových pozemků vyrostlo po roce 1917 množství dalších rodinných vil a vzniklá osada se vymezila názvy ulic Nad Belárií (pojmenovaná roku 1932, stejně jako příčná ulice Pod Belárií) a Pod vinicí. Název Belárie se pro osadu běžně používal již od 30. let.
Autobusová zastávka na Modřanské ulici nesla nejméně od roku 1948 název Bellarie který byl později počeštěn na Belárie (ještě v roce 1937 měla linka X po Hodkovičkách zastávky U pily, Potravní daň a Poříční stráž). 26. května 1995 byla podél zmodernizované Modřanské ulice prodloužena tramvajová trať od Braníka na sídliště Modřany. Název zastávky Belárie se z autobusové zastávky přenesl i na tramvajovou zastávku, od 1. července 1998 do 1. září 2009 byly v zastávce Belárie (v ulici Mezi vodami) ukončeny příměstské linky PID 341 a 342 směrem do Dolních Břežan.

## Současnost Belárie
Ačkoliv v blízkosti Belárie vyrůstaly velké průmyslové podniky (Mikrotechna, Chirana), sama vilová čtvrť se do roku 1989 téměř nerozvíjela. Po roce 1989 však začal na jejích krajích stavební boom a vzniklo tak množství několikapatrových kancelářských a firemních objektů (např. Nestlé, DVAN apod.).
Velké prvorepublikové vily v osadě byly často přebudovány na ubytovací zařízení a názvu Belárie využili i developeři k výstavbě nových bytových komplexů u řeky. Tím se název Belárie rozšířil i na pozemky mezi ulicemi Modřanská a Vltavanů, až na břeh řeky Vltavy.
V prvním desetiletí 21. století začal na pobřeží Vltavy pod Belárií vznikat také rozsáhlý prostor pro sportovní a volnočasové aktivity. 10. května 2007 byla otevřena nová cyklostezka z Komořan na Zbraslav a kolem ní začalo vznikat mnoho rekreačních objektů.